# Lac du Trèfle (rivière de l'Écluse)
Pour les articles homonymes, voir Trèfle (homonymie) et Lac du Trèfle.
Le lac du Trèfle est un plan d’eau douce traversé par la rivière de l'Écluse, situé dans le territoire non organisé de Rivière-Mistassini, dans la municipalité régionale de comté (MRC) de Maria-Chapdelaine, dans la région administrative du Saguenay–Lac-Saint-Jean, dans la province de Québec, au Canada.
La zone du lac du Trèfle est indirectement desservie par la route forestière R0216 qui remonte la rive Est de la vallée de la rivière aux Rats. Quelques routes forestières secondaires desservent le secteur surtout pour les besoins de la foresterie et des activités récréotouristiques.
La surface du lac du Trèfle est habituellement gelée de la fin novembre au début avril, toutefois la circulation sécuritaire sur la glace se fait généralement de la mi-décembre à la mi-avril.

## Géographie
Les principaux bassins versants voisins du lac du Trèfle sont :
- côté Nord : rivière aux Rats, lac Yenevac, ruisseau Narcisse, lac des Poissons Blancs ;
- côté Est : lac Sasseville, lac à la Poche, rivière Mistassibi, lac Éden ;
- côté Sud : rivière de l'Écluse, rivière aux Rats, rivière Mistassini, ruisseau Larouche, rivière à la Carpe, ruisseau à la Corne ;
- côté Ouest : lac de l'Écluse, rivière de l'Écluse, lac Mathieu, lac aux Rats, rivière Mistassini, rivière Samaqua, Petite rivière aux Foins, rivière de la Perdrix Blanche.

Le lac du Trèfle comporte une superficie de km2, une longueur de 2,1 km, une largeur maximale de 0,4 km et une altitude de 202 m. Ce lac comporte deux rétrécissements significatifs à cause de l’avancée de bandes de terre.
L’embouchure du lac du Trèfle est localisée au Nord-Ouest, soit à :
- 4,2 km à l’Est du lac Mathieu ;
- 6,6 km au Nord-Est d’une baie du lac aux Rats ;
- 13,4 km au Sud-Est de la confluence de la rivière de l'Écluse et de la rivière aux Rats ;
- 6,1 km à l’Ouest du cours de la rivière Mistassibi ;
- 13,8 km au Nord-Est du centre du village de Melançon ;
- 25. km au Nord de la confluence de la rivière aux Rats et de la rivière Mistassini ;
- 26,5 km au Nord de la confluence de la rivière Mistassibi et de la rivière Mistassini ;
- 46,3 km au Nord de la confluence de la rivière Mistassini et du lac Saint-Jean[1].

À partir de l’embouchure du lac du Trèfle, le courant descend successivement le cours de la :
- rivière de l'Écluse sur 19,7 km vers le Nord-Ouest en formant un grand crochet vers le Sud, notamment en traversant la partie Nord du lac Mathieu et le lac de l'Écluse ;
- rivière aux Rats sur 55,5 km vers le Sud-Est ;
- rivière Mistassini sur 24,6 km vers l’Est, puis le Sud-Ouest.

À l’embouchure de cette dernière, le courant traverse le lac Saint-Jean sur 42,7 km vers l’Est, puis emprunte le cours de la rivière Saguenay vers l’Est sur 155 km jusqu'à la hauteur de Tadoussac où il conflue avec le fleuve Saint-Laurent.

## Toponymie
Le terme « Trèfle » constitue un patronyme de famille d’origine française.
Le toponyme « lac du Trèfle » a été officialisé le 18 juin 1971 par la Commission de toponymie du Québec.